# Lophoptera saturatior
Lophoptera saturatior är en fjärilsart som beskrevs av Embrik Strand 1917. Lophoptera saturatior ingår i släktet Lophoptera och familjen nattflyn. Inga underarter finns listade i Catalogue of Life.